# Рубен ван Боммел
Рубен ван Боммел (нід. Ruben van Bommel, нар. 3 серпня 2004, Меерссен, Нідерланди) — нідерландський футболіст, півзахисник клубу ПСВ.

## Біографія
Рубен ван Боммел народився у родині Марка ван Боммела — відомого в минулому нідерландського футболіста, який після завершення ігрової кар'єри став футбольним тренером. Дідусь Рубена по материнській лінії — Берт ван Марвейк, також колишній професійний футболіст та тренер.

## Ігрова кар'єра

### Клубна
З 2013 року Рубен навчався футболу в клубній академії ПСВ. У 2020 році він перейшов до клубу «Маастрихт», де починав грати в молодіжній команді. 8 серпня 2022 року Рубен дебютував в основі «Маастрихта» у матчі Еерстедивізі і грав разом зі своїм братом Томасом ван Боммелом. Через тиждень Рубен забив свій перший гол на професійному рівні.
1 липня 2023 року Рубен ван Боммел перейшов до клубу АЗ з Ередивізі, підписавши контракт до 2027 року. У сезоні 2023/24 він провів 53 матчі, в яких забив 9 м'ячів. У липні 2024 року ван Боммел повернувся до ПСВ, ставши гравцем основної команди.

### Збірна
З 2023 року Рубен ван Боммел виступає за молодіжну збірну Нідерландів.

## Досягнення
ПСВ
- Володар Суперкубка Нідерландів: 2025[7]

Особисті досягнення
- Талант місяця Ередивізі: лютий 2024[8]
- Команда місяця Ередивізі: лютий 2024[9]